# Manfred Zoller

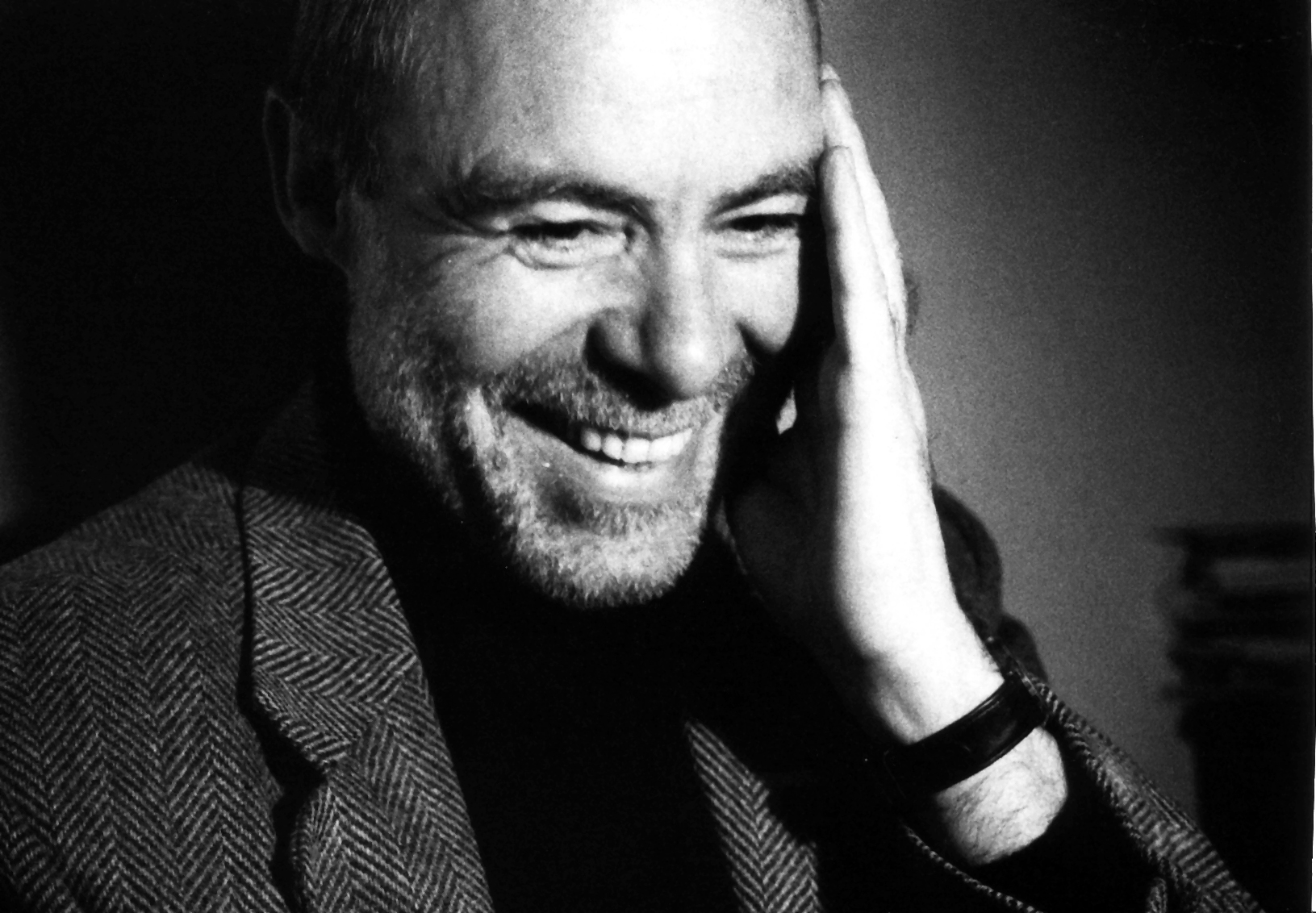
Manfred Zoller (2014)

Manfred Zoller (* 8. Juli 1947 in Zeitz) ist ein deutscher Maler, Bildhauer und Anatom.

## Leben
Manfred Zoller wuchs in Zeitz auf. Ab 1963 besuchte er in Zeitz einen Zeichenzirkel bei dem Maler und Bildhauer Joachim Hering. Von 1969 bis 1979 studierte er Medizin an der Universität Rostock und arbeitete anschließend im Anatomischen Institut Rostock. Zoller wurde 1977 promoviert, wurde 1978 Facharzt und 1991 habilitiert.
Nach dem Physikum begann Zoller wieder intensiv zu zeichnen und zu malen. 1971 begann eine jahrelange gemeinsame künstlerische Zusammenarbeit mit Hanns Schimansky. Ab 1972 arbeitete er im Zeichenzirkel der Universität Rostock bei Johannes Müller. In den nächsten Jahren holte sich Zoller wichtige Anregungen durch Johannes Müller (1935–2012), die später zu einer andauernden Freundschaft wurde: Neben dem künstlerischen Austausch auch Betrachtungen über die Lehre Zollers im Lehrfach Morphologie und Anatomie.
Seit 1973 absolvierte er Korrekturen und Gespräche bei Gerhard Kettner an der Hochschule für Bildende Künste Dresden. Von 1980 bis 1983 war Zoller Meisterschüler bei Kettner und wurde 1979 Mitglied im Verband Bildender Künstler der DDR und freiberuflicher Maler. Durch eine Ausstellung in der Galerie Mitte Berlin mit Hanns Schimansky begegnet er Berliner und Dresdner Kollegen. Dies war der Beginn von Freundschaften u. a. mit Manfred und Joachim Böttcher, Dieter Goltzsche, Berndt Wilde, Rainer Zille und Stefan Plenkers.
1985 begann seine Lehrtätigkeit an der Hochschule für Bildende Künste Dresden als Leiter der Abteilung für Künstleranatomie. 1989 zog er mit seinem Atelier in die Parkstraße 31 nach Berlin-Pankow. 1990 wechselte Zoller an die Kunsthochschule Berlin-Weißensee und nahm am ersten gemeinsamen Symposium aller Kunsthochschulen Deutschlands in Hamburg teil. Von 1990 bis 1992 hielt er Vorträge zu anthropologischen Themen unter der Überschrift „Aus den Dingen schwindet die Wärme“ (Walter Benjamin) an der Kunsthochschule Berlin-Weißensee und der Hochschule für Bildende Künste Dresden. 1993 wurde er zum Professor für das Fach Morphologie/Anatomie an der Kunsthochschule Berlin-Weißensee berufen.
2008/2009 hatte Zoller zwei Gastprofessuren an der Deutschen Universität Kairo (GUC) inne. 2009 war er Gastprofessor an der Universität der Künste Tokio (Geijutsu Daigaku).
2010 fand die Gründung der Gesellschaft für Anatomie und Bildende Kunst mit Künstlern und Medizinern statt. Zollers Werke wurden in zahlreichen Galerien und Ausstellungen gezeigt. Skulpturen des Künstlers befinden sich unter anderen auch im Lehmbruck-Museum in Duisburg.
Zoller ist mit der Illustratorin und Kinderbuchautorin Elinor Weise verheiratet und lebt mit seiner Familie im Hohen Neuendorfer Ortsteil Bergfelde bei Berlin.

## Werke

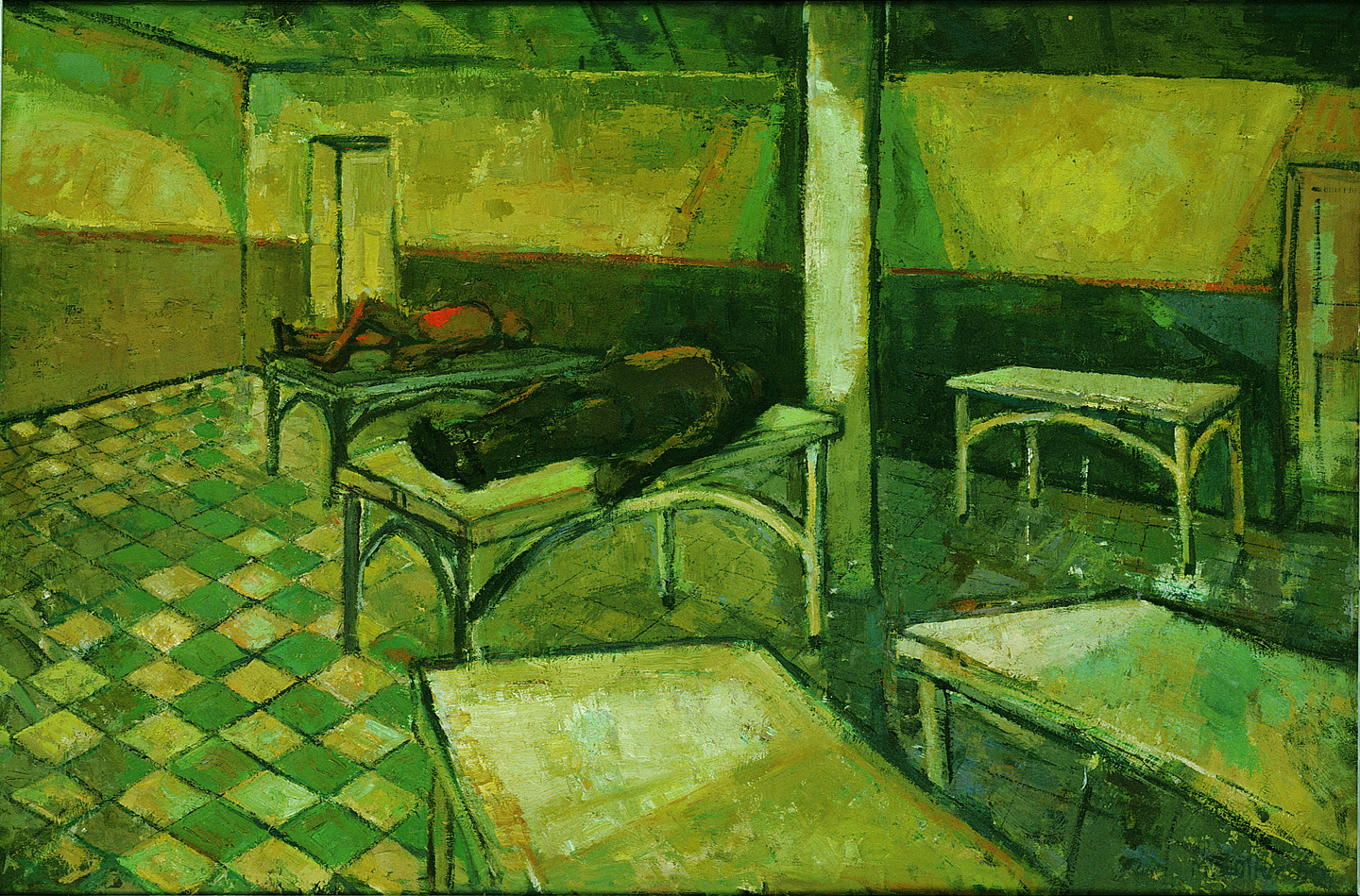
Anatomiesaal, 1982/83, Öl auf Hartfaser, 90 × 135 cm
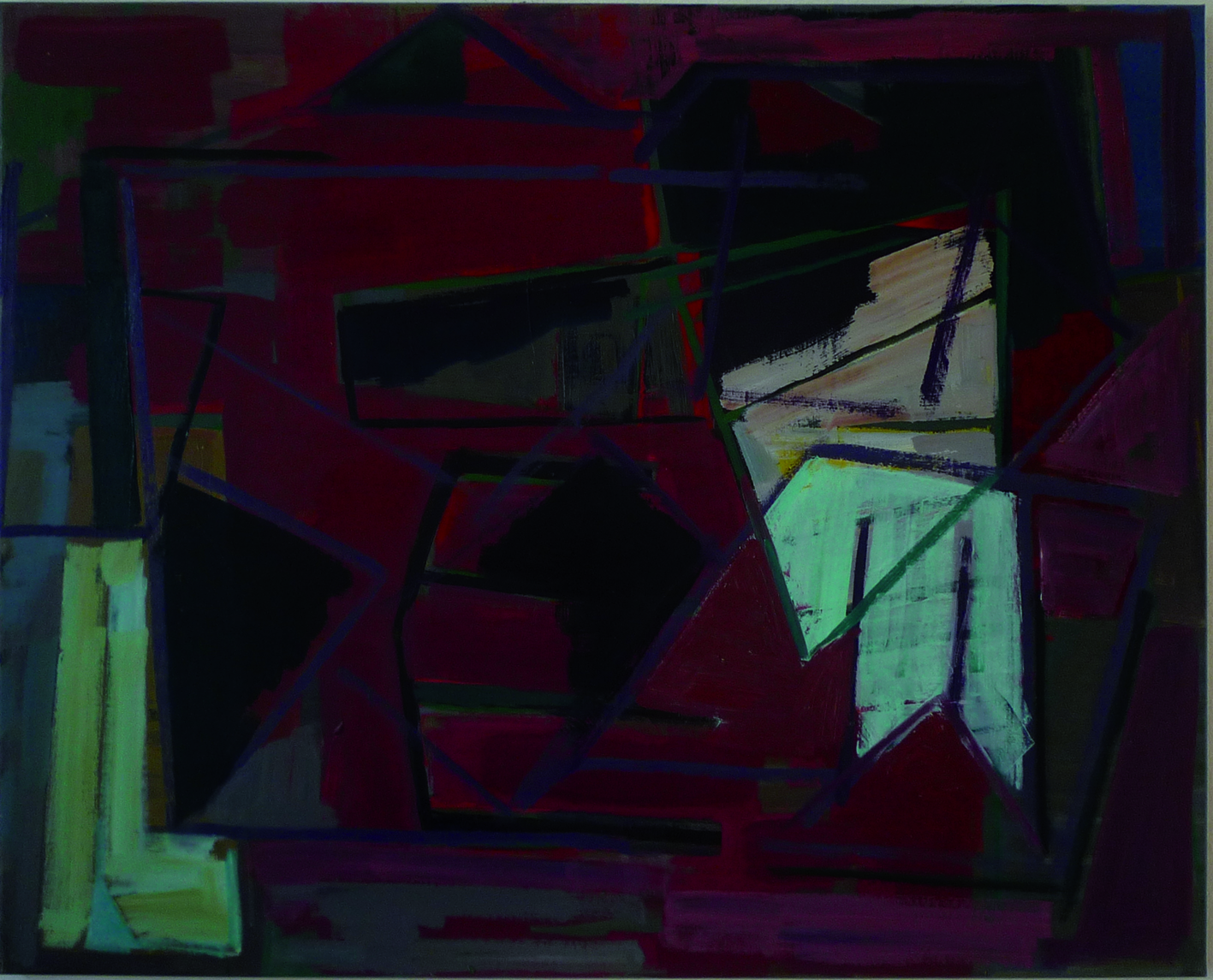
Roter Vorhang, 2014, 80 × 100 cm, Öl auf Leinwand
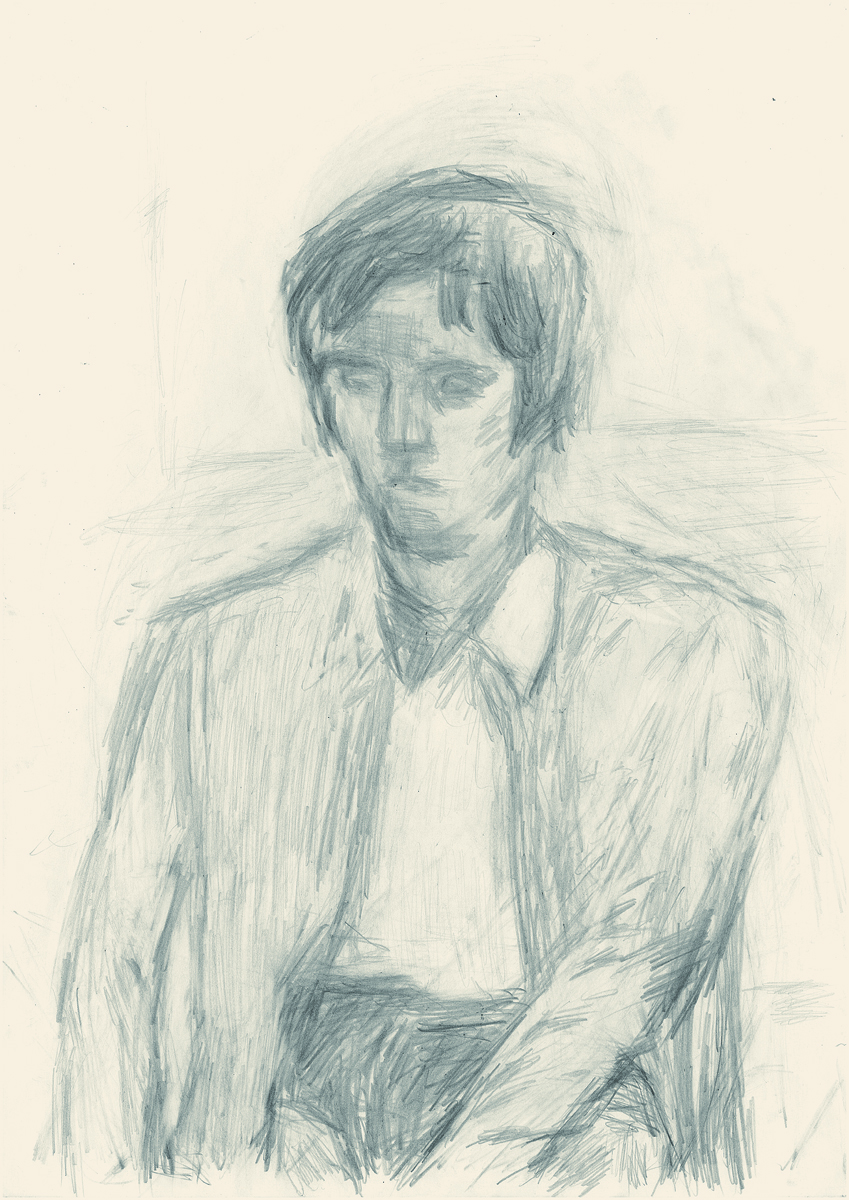
Porträt Hanns Schimansky, 1974, Bleistift auf Papier, Kupferstichkabinett Berlin
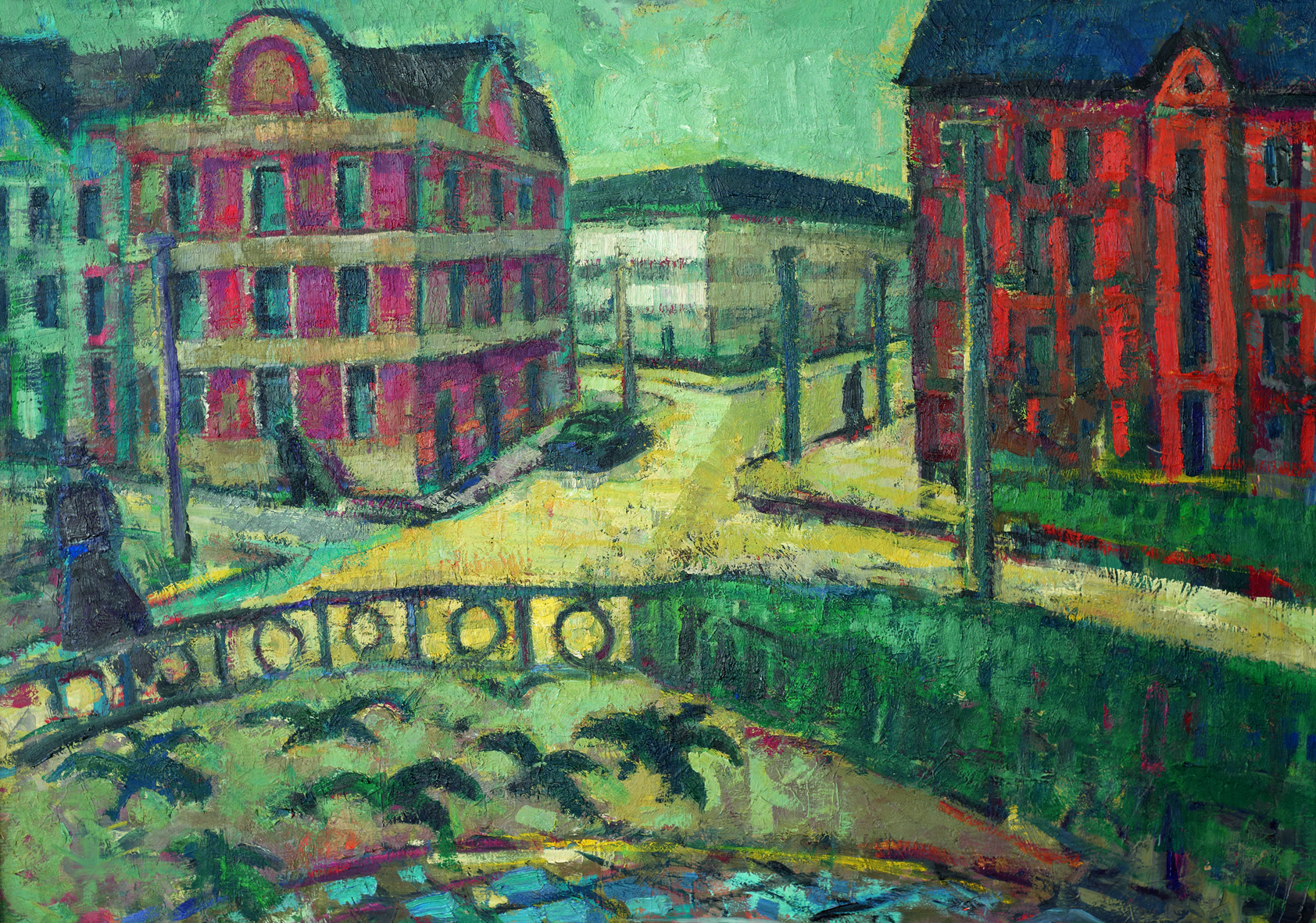
Am Margaretenplatz, 1982/83, Öl auf Hartfaser, 65,5 × 94 cm, Kunsthalle Rostock
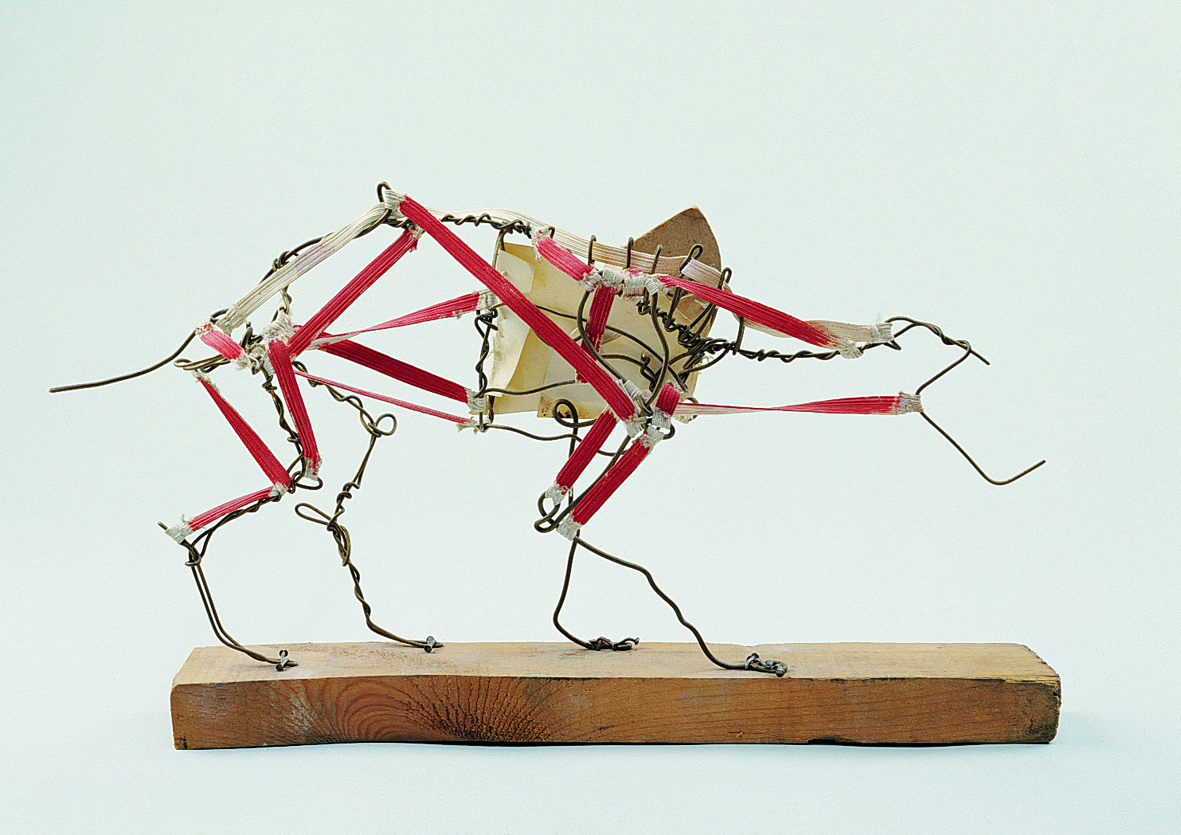
Kleines Tier, 1985, Draht, Gummi, Holz 25 × 38 × 7 cm (Stiftung Wilhelm-Lehmbruck-Museum Duisburg)

„In den Jahren, als Manfred Zoller als Autodidakt in Rostock malte und zeichnete, hat er sich als Künstler ein Fundament erarbeitet, das sich – bei allen Wandlungen – bis in die Gegenwart als stabil und tragfähig erwies.“ Insbesondere sein Gefühl für Farbe hat seine künstlerische Entwicklung befördert. Seine Bilder – früher gegenständlich in Stadtansichten, Stillleben und Porträts sichtbar – seit Ende der 1980er Jahre in freien abstrakteren Bildfindungen – sind der klassischen Moderne verpflichtet.
Ausgehend von Collagen begann er in den frühen 1980er Jahren mit unterschiedlichen Materialien auch räumliche Arbeiten als Objekte und Skulpturen zu realisieren. Diese eigenen Untersuchungen kamen ihm später in der Lehre zugute. An der Kunsthochschule bezog sich Zoller immer wieder auf anregende ganzheitliche Zusammenhänge des absolvierten Medizinstudiums. Die Unabhängigkeit der Studenten durch eigene erworbene Bildung und entwickeltes Empfinden waren ihm wichtig.

## Weitere Werke (Auswahl)

### Zeichnungen
- Blick auf Rostock (1973, Bleistift auf Papier, Kupferstichkabinett Berlin)
- Cellospieler Rainer Frick (1973, Bleistift auf Papier, Kupferstichkabinett Dresden)
- Porträt Hanns Schimansky (1974, Bleistift auf Papier, Kupferstichkabinett Berlin)

### Tafelbilder
- Schädel (1980, Öl auf Hartfaser, 24 × 38 cm; Museum Schloss Moritzburg, Zeitz)[5]
- Präpariersaal (1982/83, Öl auf Hartfaser 90 × 135 cm, Staatliche Kunstsammlungen Dresden)[6]
- Am Neustädter Bahnhof/Dresden (1988/1989, Eitempera auf Hartfaser, 61,5 × 81, 3 cm; Berlinische Galerie)[7]
- Rotes Dreieck (1993, Tempera auf Hartfaser, 50 × 39,5 cm; Kunstsammlung des Stadtbezirks Berlin-Pankow)[8]
- Haken (1993, Tempera auf Hartfaser, 50 × 39,5 cm; Kunstsammlung des Stadtbezirks Berlin-Pankow)[9]
- Krankengestell (2005, Öl auf Hartfaser, 61 × 81 cm; Museum Schloss Moritzburg)[10]

### Skulpturen
- Verbundene Säulen (1994/2000, Gips, Holz, Gummi, Pappe 77 × 34 × 18 cm)

## Einzelausstellungen (Auswahl)
- 1979 Berlin, Galerie Mitte, mit Hanns Schimansky
- 1983 Rostock, Kunsthalle Rostock
- 1990 Bielefeld, Galerie Samuelis Baumgarte
- 1994 Berlin, Galerie Parterre
- 2000, 2002 und 2005  Tokio, Galerie MMG
- 2006 Potsdam, Galerie Ruhnke
- 2007 Halle/Salle, Kunstverein
- 2009 Kunstverein Rostock
- 2009 Berlin, Galerie Anke Zeisler
- 2010 Rostock, Kulturhistorisches Museum
- 2012 Galerie Bernau
- 2013 Berlin, Galerie 100
- 2014 Greifswald, Neue Greifengalerie
- 2014 Zeitz, Museum Schloss Moritzburg
- 2022 Dresden, Leonhardi-Museum

## Ausstellungsbeteiligungen (unvollständig)
- 1980 Frankfurt/Oder, Sport- und Ausstellungszentrum, Junge Künstler der DDR,
- 1980 Rijeka, VIII. Internationale Ausstellung der Handzeichnungen
- 1982/83 und 1987/88 Dresden, IX. und X. Kunstausstellung der DDR
- 1983 Leipzig, Messehaus am Markt, Kunst und Sport,
- 1988 Wien, Lehrer der HfBk Dresden, Kunstakademie Wien
- 1990 Hamburg, Kunstmesse Hamburg
- 1990 Berlin, Zweitakt, Ausstellungszentrum am Fernsehturm
- 1991 Berlin, Zweiter Maisalon
- 1992 Berlin, Fest der Malerei, Marstall
- 1995 Berlin, Kanon, Galerie Inga Kondeyne
- 1999 Weimar, „Gerhard Kettner und Schüler“, Galerie Hebecker
- 2000 Tokio, Berliner Künstler, Galerie MMG
- 2005 Berlin, 15 Jahre Galerie Vagt
- 2009 Berlin, Das Tier im Bild, Galerie Pohl
- 2010 New York, Grey Art Gallery, New York University
- 2013 Berlin, Selbstbildnisse, Galerie Forum Amalienpark
- 2014 Berlin, Zeichnungen, Galerie im Turm

## Arbeiten in Museen und öffentlichen Sammlungen (mutmaßlich unvollständig)
- Stiftung Kunstmuseum Ahrenshoop
- Nationalgalerie Berlin
- Kupferstichkabinett Berlin
- Berlinische Galerie
- Stiftung Stadtmuseum Berlin
- Kunstsammlungen Chemnitz
- Galerie Neue Meister Dresden
- Wilhelm-Lehmbruck-Museum Duisburg
- Kulturhistorisches Museum Rostock
- Staatliches Museum Schwerin
- Museum Schloss Moritzburg, Zeitz
- Utsunomiya Museum of Art, Japan

## Veröffentlichungen (Auswahl)
- Malerei-Skulpturen-Objekte. MCM ART Verlag, Berlin 2010, ISBN 978-3-9811946-8-5.
- Skulpturen. Dietrich Reimer Verlag, Berlin 2000, ISBN 3-496-01453-9.
- als (Hrsg.): Der Blick auf Anatomie, Gestalt und Körper durch die Kunst. Symposium an der Kunsthochschule Weißensee und der Gesellschaft für Anatomie und Bildende Kunst 2012.
- Gestalt und Anatomie – Ein Leitfaden für den bildnerischen Weg. 2. erweit. Aufl. Dietrich Reimer Verlag, 2012.